# Illa Gò Găng

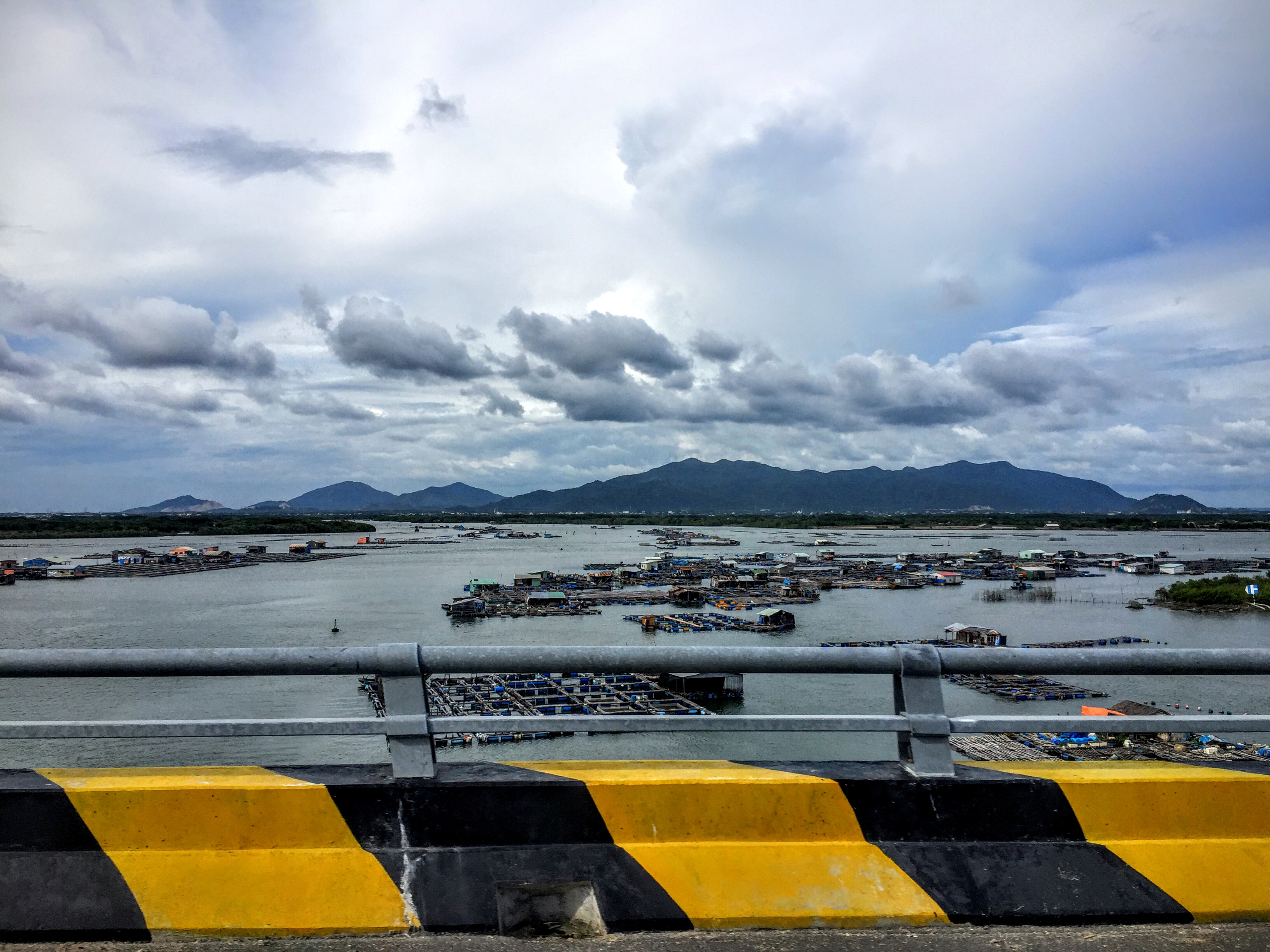
Vista des del pont de Gò Găng

Gò Găng (en vietnamita: đảo Gò Găng) és una illa que forma part de la província de Bà Rịa-Vũng Tàu, el Vietnam.

## Geografia
L'illa de Go Gang es troba en la comuna de Long Son de Vũng Tàu i està a uns 3 km al sud-oest del centre de la ciutat de Vũng Tàu. L'illa, de 30 km², limita amb rius en tres dels seus costats i amb la mar en un altre. Envoltada d'afluents del delta del Mekong i del riu Dinh, la seva topografia inclou també un sistema de boscos, estanys i llacs. A l'oest, bufona amb l'illa de Long Sơn, i totes dues illes estan connectades pel pont de Chà Và. Està connectada amb la ciutat de Vũng Tàu per l'est a través del pont Gò Găng.

## Desenvolupament
Històricament, Go Gang ha estat una illa relativament deserta, amb una infraestructura mínima, amb un vaixell necessari per a viatjar a l'illa i sense connexions a aigua municipal o electricitat. En 2005, els projectes del pont de Go Gang van començar a estimular el desenvolupament econòmic i la inversió. Amb la construcció del pont Go Gang, que connecta amb la carretera nacional 51, viure i fer negocis a l'illa es va convertir en una perspectiva més viable. El setembre de 2011 es van introduir centrals eòliques per a alleujar la pobresa. En 2015, es van revisar els plans de requalificació de l'illa per a avaluar si seria possible el desenvolupament de la zona sense danyar profundament l'hàbitat natural de l'illa.
En 2020, els funcionaris de la província de Bà Rịa-Vũng Tàu van establir la seva intenció de convertir l'illa en el centre d'una nova zona econòmica que posaria l'accent en el desenvolupament sostenible mitjançant la zonificació del 57% de l'illa per a la construcció urbana. Això inclouria habitatges, complexos comercials, un centre de pesca local i altres infraestructures. El pla també comptaria amb habitatges per a 65.000 residents a l'illa.

## Aeroport de Gò Găng
En 2020 es van anunciar els plans oficials per a un nou aeroport de Go Gang que abastaria 248,5 hectàrees al sud-oest de la badia de Gành Rái i al nord-oest del riu Chà Và. El seu objectiu és substituir a l'aeroport de Vũng Tàu per a augmentar la capacitat dels viatges i el turisme. S'ha aprovat un terreny per a la construcció de l'aeroport.